# Anna Goodale
Anna Goodale (ur. 18 marca 1983 w Montville) – amerykańska wioślarka.

## Osiągnięcia
- Mistrzostwa Świata – Gifu 2005 – ósemka – 4. miejsce[1].
- Mistrzostwa Świata – Eton 2006 – ósemka – 1. miejsce[1].
- Mistrzostwa Świata – Monachium 2007 – ósemka – 1. miejsce[1].
- Igrzyska Olimpijskie – Pekin 2008 – ósemka – 1. miejsce[1].
- Mistrzostwa Świata – Poznań 2009 – ósemka – 1. miejsce[1].